# Lot 49 (collection)
Pour les articles homonymes, voir Lot 49.
 (décembre 2020).
Lot 49 est une collection de fiction américaine éditée par Le Cherche midi, et créée par Arnaud Hofmarcher et Christophe Claro en 2004, clôturée en 2019, après publication de 49 titres.

## Historique
La collection codirigée par Arnaud Hofmarcher et Christophe Claro aux éditions Le Cherche midi s'ouvre le 22 avril 2004 avec l'ouvrage  de Richard Powers Trois fermiers s'en vont au bal. Ensuite, le rythme de publication sera, en moyenne, de quatre titres par an.
La thématique de cette collection est la fiction américaine (fin XXe et XXIe siècle), avec pour point commun l’invention formelle, et un goût prononcé pour l’humour, l’absurde et la fantaisie.
Les auteurs choisis sont principalement de grands auteurs américains pas encore ou peu traduits (et édités) en France tel William T. Vollmann, Richard Powers, William H Gass et surtout Thomas Pynchon, ainsi que des auteurs plus confidentiels un peu plus "freaks" comme Mark Leyner. À l'origine, la collection a été créée afin de publier la traduction du roman Le Tunnel de William Gass, de l'avis de l'auteur lui-même ce roman était intraduisible.
Le nom de cette collection, « Lot 49 », est une référence directe au roman Vente à la criée du lot 49 de Thomas Pynchon. Il est d'ailleurs prévu qu'il y ait 49 ouvrages dans cette collection.
La liste ci-dessous recense toutes les œuvres publiés par la collection Lot 49 des éditions Le Cherche midi, ainsi que leurs dates de parution. Close en 2019, ce sont donc 49 titres qui y ont parus.
Il est à noter que le 28 août 2020, les éditions du Cherche-Midi ont inauguré une nouvelle collection qui se veut la continuité de Lot 49. La collection se nomme « Vice caché », encore une fois en référence à Thomas Pynchon et à son roman Vice caché. Le premier ouvrage édité est La femme intérieure de Hellen Phillips.

## Liste des œuvres
| Auteur                 | Titre                                     | Date de parution |  |
| ---------------------- | ----------------------------------------- | ---------------- |  |
| Richard Powers         | Trois fermiers s'en vont au bal           | 22/04/2004       |  |
| Mark Leyner            | Mégalomachine                             | 14/10/2004       |  |
| Nicholson Baker        | Contrecoup                                | 20/01/2005       |  |
| Brian Evenson          | Contagion                                 | 10/02/2005       |  |
| Curtis White           | Souvenirs de mon père mort devant la télé | 06/10/2005       |  |
| William T. Vollmann    | Les fusils                                | 07/09/2006       |  |
| Ben Marcus             | Le silence selon Jane Dark                | 16/11/2006       |  |
| Brian Evenson          | Inversion                                 | 04/01/2007       |  |
| William H. Gass        | Le tunnel                                 | 01/03/2007       |  |
| David Markson          | Arrêter d'écrire                          | 30/08/2007       |  |
| Joanna Scott           | Tourmaline                                | 14/02/2008       |  |
| Jim Dodge              | Stone junction                            | 13/03/2008       |  |
| Richard Powers         | La chambre aux échos                      | 17/04/2008       |  |
| Collectif              | Face à Pynchon                            | 21/08/2008       |  |
| Brian Evenson          | La confrérie des mutilés                  | 25/09/2008       |  |
| Ander Monson           | Autres électricités                       | 05/02/2009       |  |
| Richard Powers         | L’ombre en fuite                          | 23/04/2009       |  |
| Lydia Millet           | Le cœur est un noyau candide              | 17/09/2009       |  |
| William H. Gass        | Sonate cartésienne                        | 22/10/2009       |  |
| Brian Evenson          | Père des mensonges                        | 07/01/2010       |  |
| Paul Verhaeghen        | Omega mineur                              | 01/04/2010       |  |
| Richard Grossman       | L'homme-alphabet                          | 13/01/2011       |  |
| Richard Powers         | Générosité                                | 17/03/2011       |  |
| Paul Harding           | Les foudroyés                             | 21/04/2011       |  |
| Robert Juan-Cantavella | Proust fiction                            | 08/09/2011       |  |
| Lydia Millet           | Comment rêvent les morts                  | 06/10/2011       |  |
| Brian Evenson          | Baby leg                                  | 05/01/2012       |  |
| Mark Leyner            | Exécution !                               | 19/04/2012       |  |
| Richard Powers         | Gains                                     | 23/08/2012       |  |
| Jay Cantor             | Krazy Kat                                 | 15/11/2012       |  |
| William T. Vollmann    | La tunique de glace                       | 03/01/2013       |  |
| Vanessa Veselka        | Zazen                                     | 11/04/2013       |  |
| Richard Powers         | Le dilemme du prisonnier                  | 22/08/2013       |  |
| Richard Powers         | Le temps où nous chantions                | 12/09/2013       |  |
| Lydia Millet           | Lumières fantômes                         | 17/10/2013       |  |
| Brian Evenson          | La langue d'Altmann                       | 30/01/2014       |  |
| Christopher Miller     | L'univers de carton                       | 10/04/2014       |  |
| Paul Harding           | Enon                                      | 21/08/2014       |  |
| Robert Juan-Cantavella | El Dorado                                 | 13/11/2014       |  |
| William H. Gass        | Le musée de l'inhumanité                  | 05/02/2015       |  |
| Mark Leyner            | Divin scrotum                             | 26/03/2015       |  |
| Richard Powers         | Orfeo                                     | 20/08/2015       |  |
| Lydia Millet           | Magnificence                              | 21/01/2016       |  |
| Jessica Anthony        | Le convalescent                           | 16/06/2016       |  |
| Sergio de la Pava      | Une singularité nue                       | 01/09/2016       |  |
| William H. Gass        | Regards                                   | 20/04/2017       |  |
| Brian Evenson          | Un rapport                                | 05/01/2017       |  |
| !Richard Powers        | L'arbre-monde                             | 06/09/2018       |  |
| Richard Powers         | Opération Âme Errante                     | 05/09/2019       |  |